# Osteroder Kreis-Anzeiger

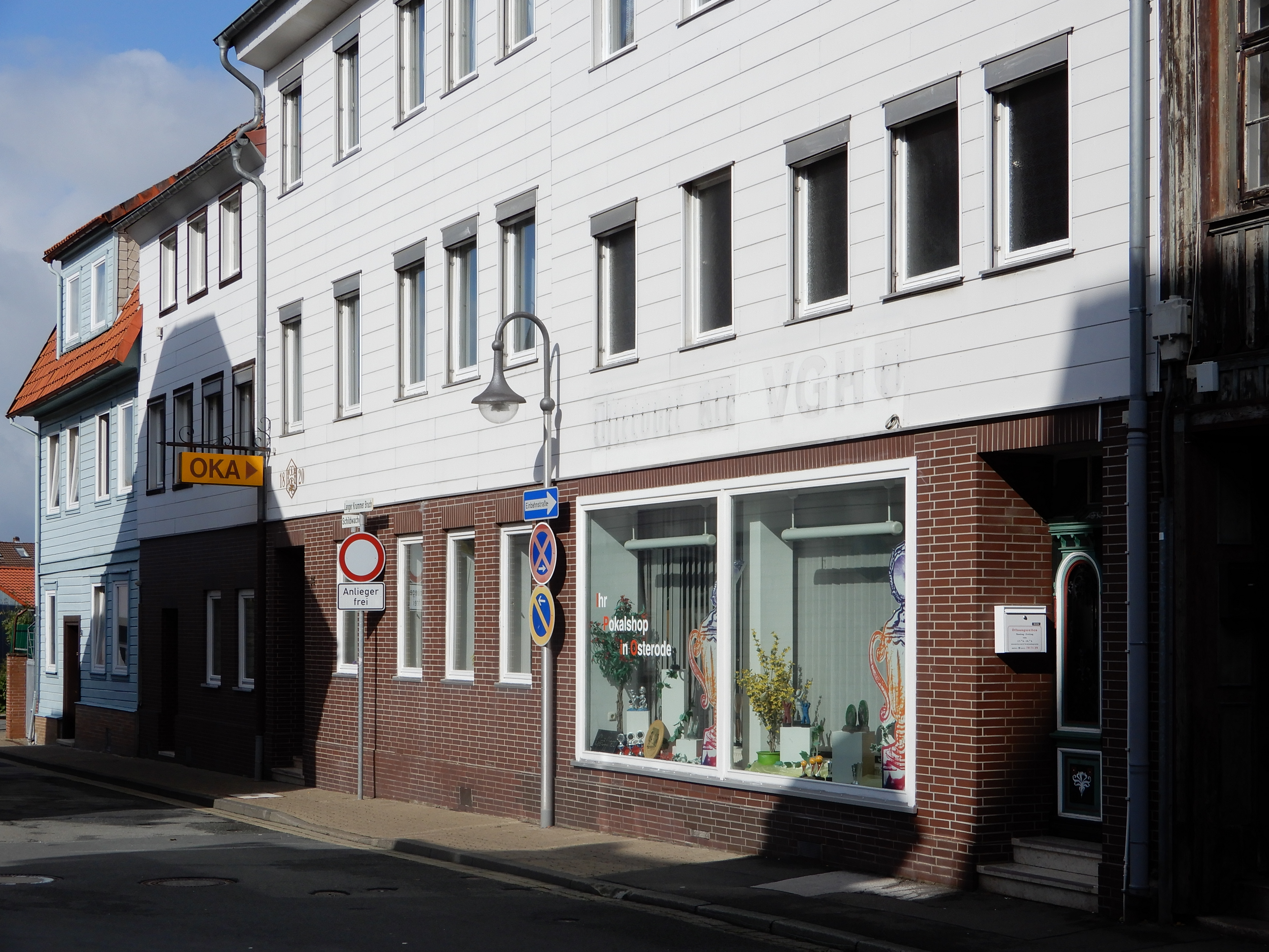
Langer Krummer Bruch 32–36 in Osterode am Harz, das ehemalige Verlagsgebäude mit OKA-Schriftzug

Der Osteroder Kreis-Anzeiger war eine deutsche Tageszeitung, die im Landkreis Osterode am Harz in Südniedersachsen erschien.

## Geschichte
1821 gründete Carl Friedrich Weichelt, der in Nordhausen einen Verlag mit Druckerei besaß, in Osterode am Harz eine Buchdruckerei. Am 18. Dezember 1821 wurde ihm von der Hannoverschen Provinzialregierung die Herausgabe für das Osteroder Intelligenz-Blatt genehmigt, das er daraufhin herausgab. Daraus entstanden 1854 der Osteroder Allgemeine Anzeiger und ab 1923 der Osteroder Kreis-Anzeiger. Die Zeitung war amtliches Kreisblatt des Landkreises Osterode am Harz.
Nach Weichelts Tod wurde die Tageszeitung bis 1843 von seiner Witwe und danach durch ihre Söhne weiter publiziert. 1855 übernahm Ferdinand Einschlägel das Osteroder Intelligenzblatt von Friedrich Hermann Gustav Weichelt. Nach seinem Tod im Jahr 1882 übernahmen Ludwig Giebel und Carl Oehlschlägel mit der Giebel & Oehlschlägel KG den Zeitungsverlag und die Publikationen. Der Titel der Zeitung wurde daraufhin zunächst in Osteroder Allgemeiner Anzeiger, Amtliches Kreisblatt und dann in Osteroder Kreis-Anzeiger, Amtliches Kreisblatt geändert. Das Unternehmen hatte seinen Sitz an der Adresse Langer Krummer Bruch 32–36.
Der Osteroder Kreis-Anzeiger erschien mit den Angaben amtliches Kreisblatt, amtliches Verordnungsblatt des Landkreises und der Stadt Osterode, Verkündigungsblatt des Amtsgerichts, des Finanzamtes und sonstiger Behörden. Grubenhagener Zeitung – Osteroder Kreisblatt – Osteroder Zeitung im Kopf, ergänzt um Osteroder Kreiszeitung mit den Kopfblättern Lauterberger Nachrichten, Herzberger Tageblatt und Sachsaer Tageblatt. Als Beilage erschien ab 1950 Unter dem Harze: Blätter des Osteroder Kreis-Anzeigers für Heimatpflege und Heimatkunde. Die Osteroder Kreiszeitung wurde ursprünglich ab 1882 von Georg Oertel begründet und 1916 von Paul Krösing – Bahnhofstraße 10 – übernommen; sie wurde 1936 eingestellt.
Der Osteroder Kreis-Anzeiger und das Bad Lauterberger Tageblatt standen zuletzt im Wettbewerb mit dem Harz Kurier und gaben beide im Jahr 1997 auf, ohne dass die Zeitungen an andere Interessenten verkauft wurden.
Am 31. Juli 1997 erschien die letzte Ausgabe des Osteroder Kreis-Anzeigers. Er gehörte zu diesem Zeitpunkt zur Braunschweiger Zeitung.

## Auflage
| Quartal | Druck | Abo   | Verkauft | Verbreitung |
| ------- | ----- | ----- | -------- | ----------- |
| 1950-2  | 4.450 | 4.100 | 4.168    | 4.380       |
| 1955-1  | 3.800 | 3.192 | 3.215    | 3.503       |
| 1958-4  | 3.800 | 3.440 | 3.470    | 3.758       |
| 1962-1  | 3.800 | 3.523 | 3.551    | 3.786       |
| 1970-1  | 4.400 | 3.960 | 4.006    | 4.154       |
| 1973-4  | 6.300 | 5.648 | 5.753    | 6.203       |
| 1982-4  | 8.439 | 7.510 | 7.683    | 8.173       |
| 1987-4  | 8.339 | 7.301 | 7.476    | 8.036       |
| 1992-4  | 7.886 | 7.095 | 7.383    | 7.483       |
| 1997-2  | 7.952 | 7.144 | 7.477    | 7.586       |